# Hakea polyanthema
Hakea polyanthema (лат.) — кустарник, вид рода Хакея (Hakea) семейства Протейные (Proteaceae). Эндемик Западной Австралии. Цветёт с августа по сентябрь небольшими изобильными, но неприятно пахнущими цветками.

## Ботаническое описание
Hakea polyanthema — густой разветвлённый кустарник высотой до 1-2 м с волосатыми ветвями. Новые листья и веточки покрыты сплюснутыми короткими шелковистыми волосками ржавого цвета. Гладкие игольчатые листья расположены попеременно, длиной 0,8-1,2 мм и шириной 0,8-1,5 мм. Листья могут быть либо изогнутыми, либо прямыми и заканчиваться острой вертикальной вершиной. Соцветия состоят из 2, 4 или 6 маленьких белых, розовых или тёмно-красных цветков в пазухах листьев. Перекрывающиеся прицветники имеют длину 1,3 мм, цветоножки 1,5-2,5 мм в длину и густо покрыты шелковистыми сплюснутыми бело-кремоватыми волосками. Околоцветник длиной 3,5-4,2 мм с кремово-жёлтыми или белыми волосками у основания, а далее — ржавого цвета. Длина пестика 5 мм. Вертикальностоящие плоды — в форме овала, имеют длину от 25 до 35 мм и ширину от 1,5 до 1,9 мм с пробковой текстурой, без клюва и заканчиваются острым концом длиной 3,5 мм. Семена длиной около 25 мм с крылом, окружающим семя. Цветение происходит с августа по сентябрь.

## Таксономия
Вид Hakea polyanthema впервые был формально описан в 1904 году немецким ботаником Людвигом Дильсом как часть работы Дильса и Эрнста Георга Притцеля и опубликована в Botanische Jahrbücher für Systematik, Pflanzengeschichte und Pflanzengeographie. Видовой эпитет — от греческих слов poly, означающего «многие», и anthemon, означающих «цветок», возможно, в связи с кажущейся плотностью цветов.

## Распространение и местообитание
Вид эндемичен для небольшого района на западном побережье в округах Средне-Западный и Уитбелт Западной Австралии между Джералдтоном и Дандараганом. Растёт на песчаных почвах, суглинках и гравии в кустарниках и пустошах.